# Spotlight (Fernsehserie)
Spotlight ist eine Fernseh-Jugendserie, die auf dem Privatsender Nick und dem Streamingangebot Paramount+ zu sehen ist. Sie wird von UFA Serial Drama produziert. Parallel zur Fernsehausstrahlung erfolgt die crossmediale Verbreitung von zusätzlichen Inhalten über verschiedene Plattformen. Hierzu zählen Instagram, Snapchat, YouTube und TikTok.

## Handlung
Die Kinder an der Berlin School of Arts wollen unbedingt groß rauskommen. Ob Tänzer, Sänger, Schauspieler, Mathematiker oder doch Dichter, sie alle wollen an der Berlin School of Arts eine Karriere hinlegen, wobei sie aber auf einige Probleme stoßen. Egal ob Pubertätsprobleme oder Pranks, die Teenager haben immer eine Herausforderung zu meistern.

## Figuren
- Toni – Tonis Hobby ist das Tanzen, sie singt gerne oder hört Musik. Schon am ersten Tag findet sie gleich vier neue Freunde (Ruby, Jannik, Azra und Mo). In Staffel 1 sind Toni und Ruby beide in Jannik verliebt und Toni befürchtet, dass das ihre Freundschaft zu Ruby gefährden könnte. Sie durfte in Staffel 2 durch einen Tanzunfall nicht tanzen und stieg kurzzeitig auf das Musikmachen um. In Staffel 3 sind die beiden zusammen, nach ihrem Abschluss wohnt sie mit Jannik in London, dort sind sie an einer Tanzschule. In Staffel 4 sind sie, Jannik, Ruby und Azra mit den anderen im Creative Camp.
- Jannik – Jannik ist ein leidenschaftlicher Tänzer, der sich voll und ganz auf seine Tanzkarriere konzentrieren will. Nach der Mitte von Staffel 3 ist er auf einer Tournee in London. Nach seinem Abschluss in Staffel 4 geht er mit ins Creative Camp.
- Ruby – Ruby ist eine talentierte Schülerin. Sie war in Jannik verliebt, der ihr wenig Aufmerksamkeit schenkte. Dabei wusste sie nicht, dass ihre Freundin Toni ebenfalls in Jannik verliebt ist. In Staffel 3 ist sie kurzzeitig mit Luke zusammen, später ist sie auf einer Tournee von Bars and Melody und verlegt ihren Abschluss. Danach gibt sie Kurse an der Schule.
- Azra – Azra möchte Schauspielerin werden. Ihre Mutter ist mit dem Direktor der Schule, auch Direx genannt, zusammen. In Staffel 3 ist sie bei einem Schauspiel-Workshop in New York und deshalb für eine Woche nicht an der Schule. Nach ihrem Abschluss ist sie in einer Schauspielschule in Berlin und ab und zu an der Schule und im Creative Camp.
- Mo – Mo ist der Spaßvogel der Gruppe und hat immer gute Laune. Auf seinem Vlog-Channel „It’s Mo TV“ zeigt er regelmäßig, was an seiner Schule so vorgeht. Azra unterstützt ihn bei seinen witzigen Aktionen, sie ist außerdem seine beste Freundin. Zusammen haben sie zum Beispiel schon ein Prank-Video gedreht und der Schule zu mehr Bekanntheit verholfen. In der dritten Staffel hat er eine Hauptrolle bei einem Film und ist deswegen nicht mehr an der Schule.
- Luke – Luke spielt Gitarre und schreibt seine Songs selbst. Er ist schüchtern und war ab der dritten Staffel mit Ruby zusammen, das Paar trennte sich jedoch nach kurzer Zeit wieder. In Staffel 4 ist er wegen seines Musikerfolges nicht mehr an der Schule.
- Lotte – Lotte ist die kleine Schwester von Ruby. Sie tanzt gerne Hip-Hop, Freestyle und nimmt Ballettunterricht. Sie ist ehrgeizig und lernt intensiv, um gute Noten zu bekommen. Sie hat zuerst wenig Zeit für Freunde, in Staffel 4 ist sie Mads’ „BFF“.
- Tim – Tim ist ein Freund von Mo und kommt in der dritten Staffel als Ersatz für ihn an die Schule. Er hat fast dieselben Interessen wie Mo und übt für ihn Pranks aus. Nach dem Abschluss von Toni und Azra ernannten die beiden Tim und Lotte zu den „Hütern der Base“.
- Samuel – Samuel ist ein „fresh“ gestylter Typ. Er kann nicht singen, aber gut tanzen. Er ist mit Mo befreundet und ihm behilflich, will aber nicht in dessen Videos mitspielen. Er macht mit Toni und Azra in Staffel 3 seinen Abschluss und geht danach auf eine Tanzschule in Stockholm.
- Greta – Greta ist ein schüchternes Mädchen, das Anfang der dritten Staffel für Gus ausgeholfen hat, weil sie ihn gut kennt. Als Toni sie tanzen sah, schlug sie ihr vor, auf die Schule zu gehen. Fast alle ihre Tanzerfahrungen hat sie von YouTube. Später verliebt sie sich in Rocco, den sie anfangs nicht leiden konnte. Ihre Beziehung besteht in Staffel 4 größtenteils aus Diskussionen und Missverständnissen, wodurch sie Finn näher kommt. In Staffel 6 plant sie mit Rocco eine Tanzkarriere in London. Doch dann verliebt sie sich in Roccos Halbbruder Lenny und muss sich zwischen den beiden Geschwistern entscheiden.
- Rocco – Rocco kam auch in der dritten Staffel und tanzt gerne Hip-Hop. Er und Greta mochten sich anfangs nicht, doch später fingen sie an, sich ineinander zu verlieben. Die beiden mussten für die Aufnahmeprüfung zusammen tanzen. Später sind die beiden in einer Clique. Seine Eltern sind gegen seine Ausbildung zum Tänzer. In Staffel 6 plant er mit Greta eine Tanzkarriere in London.
- Milan – Milan hat sich in Staffel 3 zum Schauspielern an der Schule beworben. Er ist ein Mathe-Genie, was ihn bei vielen nicht wirklich beliebt macht. Emily hilft ihm, dass er mehr Vertrauen in sich hat. Er ist außerdem ein guter Tänzer, wodurch er Nele in Staffel 4 öfter hilft. In Emily findet er eine echte Freundin.
- Emily – Emily hat sich für die Schule beworben. Sie singt und spielt Gitarre. Milan entdeckt sie und findet sie perfekt geeignet für die neue Clique. Er freundet sich mit ihr an. In der vierten Staffel ist sie Gründerin des Online-Channels „Insider“. In Staffel 5 verliebt sie sich in den neuen Schüler Lasse.
- Mads – Mads ist ein neuer Schüler in Staffel 4. Sein Traum ist es, ein erfolgreicher Rapper zu sein. Er verliebt sich in Lotte, traut sich aber nicht, es ihr zu sagen. Stattdessen hilft er zuerst Richard, mit ihr zusammenzukommen, um sie zu vergessen.
- Sam – Sam ist neu in der vierten Staffel. Er ist wie Tim aufgedreht und liebt Pranks. Außerdem ist er der Sohn von Monica, einer der Lehrerinnen an der Schule.
- Zoe – Zoe ist eine neue Schülerin in Staffel 4. Sie tanzt und singt.
- Nele – Nele ist auch neu in Staffel 4. Sie will durch Milan mehr Selbstvertrauen zum Tanzen bekommen. Aufgrund ihrer Schüchternheit kommt sie öfter in Konflikte mit Samet.
- Lasse – Lasse ist Tänzer, der in Staffel 5 an die Schule kommt. Emily verliebt sich in ihn.
- Pepe – Pepe ist neu in Staffel 5. Er befreundet sich mit Sam und hat einen Hund namens Sparky.
- Leon – Leon ist der Ersatz für Jannik, da dieser für ein Jahr auf einer Tournee in London ist. Anfangs kamen Toni und er gar nicht miteinander aus, aber das änderte sich schnell.
- Direktor Oskar Frey – Hr. Frey, von allen Direx genannt, ist der Direktor der Berlin School of Arts. Er passt sich an die Schüler an und ist oft cool drauf. Er ist anfangs der Stiefvater und seit Staffel 2 der Vater von Azra.
- Gus – Gus ist der Koch der Schule. Er ist lustig drauf und fast immer fröhlich. Manchmal hilft er den Freunden bei Problemen. Seit Staffel 5 ist er nicht mehr an der Schule, da er eine Rolle in einem Musical bekam.
- Samet – Samet ist der Tanzlehrer der Schule. Er unterrichtet seine Schüler strikt, ist aber nett und hilfsbereit.
- Frau Thao Nguyen – Fr. Thao ist eine Musiklehrerin an der Schule. Sie ist asiatischer Herkunft. Sie ist ruhig und ist den Schülern manchmal behilflich, wie diese auch bei ihr.
- Frau Brink – Fr. Brink ist die Deutschlehrerin der Schule. Ihr Unterricht wird als langweilig bezeichnet.
- Frau Sinsky – Fr. Sinsky ist von Staffel 1 bis 4 die Schauspiellehrerin der Schule.
- Monica – Monica ist der Ersatz für Frau Sinsky. Sie ist die Mutter von Sam.
- Hausmeister Biermann – Seit Staffel 3 gibt es einen Hausmeister an der Schule. Dieser erwischt Tim meistens bei Pranks und wird auch selbst geprankt. Er macht gerne Beatbox-Geräusche.
- Ronja Richter – Ronja ist die neue Köchin in Staffel 5. Sie kann allerdings nicht wirklich kochen.
- Victoria – Victoria ist eine Schülerin an der Schule. Sie ist oftmals hinterlistig und eifersüchtig gegenüber Toni, Ruby und anderen.
- Larissa – Larissa kommt in der dritten Staffel und hat ungefähr die gleichen Absichten wie Victoria gegenüber Greta und den anderen. In Staffel 4 wird hauptsächlich Nele Opfer ihrer Taten.
- Richard – Richard ist seit Staffel 4 ein Schüler der Berlin School of Arts. Er interessiert sich sehr für sein Aussehen, hauptsächlich für seine Haare und ist bei vielen Mädchen beliebt.
- Finn – Finn ist ein Gastschüler aus Hamburg und gegen Ende von Staffel 3 zu Besuch an der Schule. Er hat ein Auge auf Greta geworfen und diese fand ihn auch gut, bevor sie anfing, Rocco zu lieben. In Staffel 4 kommt er zurück an die Schule und versucht weiterhin, mit Greta zusammenzukommen.
- Lenny – Lenny stößt in Staffel 6 zur Clique. Er ist Roccos kleiner Halbbruder und verfügt über ein besonderes Talent: Als Sprachgenie beeindruckt er durch seine Texte und ist im Kurs Creative Writing bestens aufgehoben.
- Luna – Luna ist in Staffel 6 neben Lenny die Neue an der Schule. Lunas große Liebe gilt der Musik und als hervorragende Sängerin ist sie eine Bereicherung für die BSA. Für ihre neu gewonnenen Freunde hat sie stets ein offenes Ohr. So wird sie schon bald zu einem unverzichtbaren Teil der Clique rund um Greta & Co.

## Episoden
Staffel 1 wurde im Marie-Curie-Gymnasium in Dallgow-Döberitz aufgenommen. Von Staffel 2 bis 5 war Drehort der Berlin School of Arts die Filmuniversität Babelsberg. Staffel 6 wurde im FEZ im Waldgebiet der Wuhlheide gedreht.

## Besetzung
| Hauptdarsteller       | Hauptdarsteller                           | Hauptdarsteller      | Hauptdarsteller      |
| Darsteller            | Rolle                                     | Hauptrolle (Staffel) | Nebenrolle (Staffel) |
| --------------------- | ----------------------------------------- | -------------------- | -------------------- |
| Luana Knöll           | Toni                                      | 1–3                  | 4–6                  |
| Dennis Oertel         | Jannik                                    | 1–3                  | 4–5                  |
| Lisa Küppers          | Ruby                                      | 1–3                  | 4–6                  |
| Lea Mirzanli          | Azra                                      | 1–3                  | 4–6                  |
| Moritz Bäckerling     | Mo                                        | 1–2                  | 4                    |
| Mike Singer           | Luke Sommer                               | 2–3                  |                      |
| Jesina Amweg          | Lotte                                     | 2–5                  |                      |
| Moritz Schirdewahn    | Tim                                       | 3–5                  | 6                    |
| Chiara Tews           | Greta                                     | 3–6                  |                      |
| Nevena Schöneberg     | Emily Sargs                               | 3–6                  |                      |
| Malcom Meckert        | Rocco                                     | 3–6                  |                      |
| Simon Zeller          | Milan                                     | 3–6                  |                      |
| Mike Leon Lichtenberg | Mads                                      | 4–6                  |                      |
| Jerome Weinert        | Sam Touré                                 | 4–6                  |                      |
| Alexandra Herbst      | Nele                                      | 4–5                  |                      |
| Esmael Agostinho      | Lasse                                     | 5–6                  |                      |
| Tim Francis           | Pepe                                      | 5                    |                      |
| Dalia Mya Schmidt-Foß | Zoe                                       | 5                    | 4                    |
| German Shulga         | Lenny                                     | 6                    |                      |
| Carlotta Truman       | Luna                                      | 6                    |                      |
|                       |                                           |                      |                      |
| Nebendarsteller       |                                           |                      |                      |
| Darsteller            | Rolle                                     | Nebenrolle (Staffel) |                      |
| Lilly Joan Gutzeit    | Anna                                      | 1                    |                      |
| Sascha Bluhm          | Thomas                                    | 1                    |                      |
| Yvonne Ernicke        | Frau Sonja Brink                          | 1–2                  |                      |
| Ben Rumler            | Samuel                                    | 1–3                  |                      |
| Sophie Selek          | Victoria                                  | 2–3                  |                      |
| Niklas Reschke        | Adam                                      | 3                    |                      |
| Leo Tokio             | Leon                                      | 3–4                  |                      |
| Raphael Schneider     | Herr Clemens Meyer                        | 3–6                  |                      |
| Peter Wehrmann        | Hausmeister Biermann                      | 3–5                  |                      |
| Leonie Pollok         | Larissa                                   | 3–6                  |                      |
| Iggi Kelly            | Finn                                      | 3–4                  |                      |
| Aciel Martinez Pol    | Gustavo „Gus“ Perez                       | 1–4                  |                      |
| Tilo Acksel           | Direktor Oskar Frey                       | 1–6                  |                      |
| Samet Bal             | Samet                                     | 1–5                  |                      |
| Le-Thanh Ho           | Thao Nguyen                               | 1–5                  |                      |
| Ina Geraldine Guy     | Frau Francesca Sinsky/ Schauspiellehrerin | 1–4                  |                      |
| Rebecca Lina          | Frau Monica Touré                         | 5                    |                      |
| Livia Wrede           | Ronja Richter                             | 5–6                  |                      |
| Mareike Zwahr         | Anna May                                  | 6                    |                      |
| Susi Studentkowski    | Mina                                      | 6                    |                      |

### Gastdarsteller
Zu den Gastdarstellern der ersten Staffel zählen die Sänger Namika und Wincent Weiss, die Band Soolo, der Choreograf Detlef Soost, der Schauspieler Raúl Richter, der YouTuber FittiHollywood sowie Lisa und Lena.
Zu den Gastdarstellern der zweiten Staffel zählen die YouTuber Zwillinge Roman und Heiko Lochmann, bekannt als Die Lochis, sowie die YouTuberin Domino Kati und die Musikgruppe Lion Sphere.
Zu den Gastdarstellern der dritten Staffel zählt unter anderem der Sänger Ado Kojo, Bars and Melody, der YouTuber Freshtorge, Nikeata Thompson sowie Kristina Dumitru und Florian Prokop.
Zu den Gastdarstellern der vierten Staffel gehören unter anderem der Sänger Max Giesinger, die Schauspieler Daniel Donskoy und Wolfgang Bahro sowie die Influencerin Selina Mour.
Zu den Gastdarstellern der sechsten Staffel zählen Nikeata Thompson, Twenty4tim und Wolfgang Bahro.

## Produktion
Die Serie wurde von der Produktionsfirma UFA Serial Drama produziert. Im Juni 2016 wurde ein Castingaufruf für die Serie gestartet. Die Dreharbeiten der 31-teiligen ersten Staffel starteten am 1. August 2016 im Berliner Vorort Dallgow-Döberitz am dortigen Marie-Curie-Gymnasium und dauerten etwa vier Wochen. Die Dreharbeiten der zweiten Staffel starteten am 24. Juli 2017 und endeten am 19. August 2017. Sie fanden in Potsdam-Babelsberg statt. 2022 wurde eine sechste Staffel produziert, die am 8. Dezember desselben Jahres ihre Premiere auf Paramount+ hatte.